# Neue Zeiten (Band)
Neue Zeiten sind eine zweiköpfige deutsche Schlagerband.

## Werdegang
Sie wurde im Sommer 2007 von den beiden Freunden Axel Fischer (* 25. September 1981 in Bad Oldesloe) und Thorsten Kolsch (* 28. November 1979 in Dortmund) auf Mallorca gegründet. 
Das musikalische Repertoire des Duos besteht überwiegend aus deutschen Schlagern. Eingängige Schlagermelodien werden mit Elementen aus Popmusik und traditioneller Discofox-Musik kombiniert. Neue Zeiten werden primär von Bandmitglied Axel Fischers eigenem Label Soundflut sowie in Zusammenarbeit mit dem Tone Art Studio (Tim Toupet, Axel Fischer) produziert und von EMI Musik vertrieben. 
Nachdem die Band mit dem Titel Eine Nacht (die nie zu Ende geht) in der ZDF-Sendung Fernsehgarten vor mehr als zwei Millionen Menschen sowie in der RTL-II-Show Ballermann Hits 2008 aufgetreten ist, stieg die Single Anfang August 2008 in die deutschen Charts ein. 
Am 24. April 2009 erschien ihr Debüt-Album Magie der Nacht.

## Diskografie
Album
- 2009: Magie der Nacht

Singles
- 2008: Eine Nacht (die nie zu Ende geht)

Sampler
- 2008: Ballermann Hits 2008 (von Various)
- 2008: Schlagerfox 4 (von Various)
- 2008: Apres Snow Party 2009 (von Various)